# Église Notre-Dame-des-Champs de Repentigny
L'église Notre-Dame-des-Champs est une église située à Repentigny (Québec). L'église est conçue en 1963 par Roger D'Astous. 

## Histoire
Vers la fin des années 1940, des Montréalais retournent habiter la terre de leurs ancêtres, dans la partie ouest de la ville de Repentigny, entre la rivière L'Assomption et le fleuve Saint-Laurent. Ils fondent la Coopérative d'habitation Notre-Dame Deschamps, du nom de l'un de ses fondateurs. La population augmente et Repentigny obtient son statut de ville en 1957. La même année est édifiée une paroisse, en partie par le démembrement de la paroisse de la Purification, par le cardinal Paul-Émile Léger sous le nom négocié de Notre-Dame-des-Champs.
Pendant six ans, le culte se déroule dans le gymnase d'écoles ou dans la chapelle Notre-Dame-du-Bon-Secours, édifiée en 1925 près du pont Le Gardeur. Le premier abbé est Armand Longpré, auparavant enseignant au Collège de l’Assomption.
En 1959, un terrain est acquis. En 1961, les architectes Roger D'Astous et Jean-Paul Pothier sont chargés de l'érection d'un nouveau bâtiment, terminé en 1963. Dès le 6 octobre 1963, tous les offices y sont célébrés. En 1964, les reliques de Saint Zénon et ses compagnons, martyrs, et celles de Sainte Janvière, martyre, sont insérées dans le sépulcre des deux tables.
L'église fait partie de l'archidiocèse de Montréal. C'est la plus vieille église de Repentigny, après l’Église de la Purification-de-la-Bienheureuse-Vierge-Marie érigée en 1727.

## Architecture
L'église se distingue des autres églises catholiques en raison de sa forme qui évoque des mains jointes en prière ou la lyre du roi David. Cette silhouette unique répond à un esthétisme nouveau, ainsi qu'à des contraintes physiques. L'épaisse couche de glaise qui compose le terrain impose une forme de construction qui permet la répartition des charges sur le sol. Contrairement à la plupart des autres églises conçues par l'architecte Roger D'Astous, celle-ci ne présente pas de structure apparente. L'architecte utilise l'acier. Très peu d’ouvertures percent la nef : seuls un étroit bandeau vertical et 20 lucarnes, situées au niveau du faîte de la toiture, permettent à la lumière naturelle de pénétrer dans la salle de culte.
L'église est dotée d'un décor intérieur très sobre, reposant notamment sur le contraste entre les parements en lambris de bois et les vastes murs blancs. L'absence de fenêtres sur les murs de la nef conjuguée à la voûte en cul-de-four du chœur qui ne laisse pas passer directement la lumière naturelle donne l'impression d'un bâtiment souterrain. Ce lieu de culte se distingue aussi par son aménagement à l'étage et la nécessité de gravir un escalier en fer à cheval pour accéder à la nef, tandis que la salle paroissiale est aménagée en demi-sous-sol.
En 2003, un ascenseur est installé pour l'usage des personnes à mobilité réduite. À une date inconnue, le baptistère aménagé à l'entrée de la nef est converti en local de pastorale, puis en chapelle. À partir de 2023, des problèmes d'étanchéité sont évoqués et la réfection de la toiture en bardeaux de cèdre est envisagée.
L'église est connue par son surnom « La Sacoche » donné par la population locale, en raison de son volume évocateur. 

## Clocher

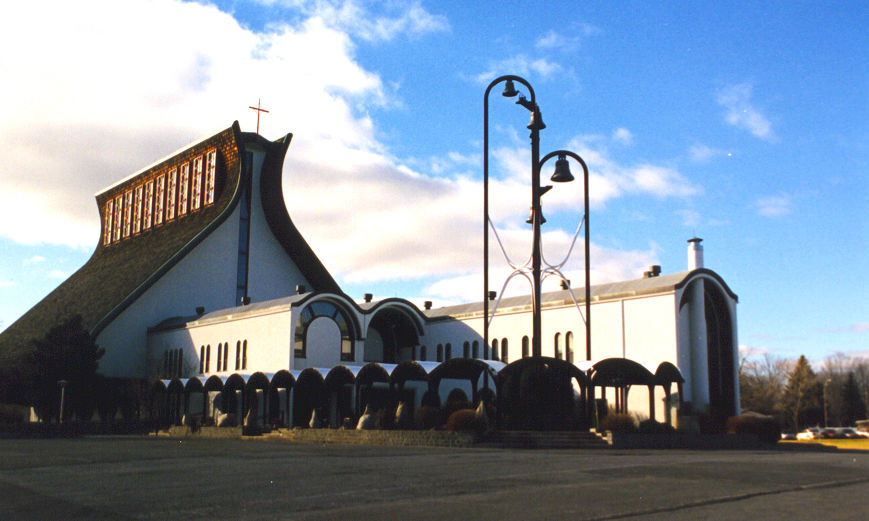
Le clocher de l'église Notre-Dame-des-Champs est placé devant le corps de l'édifice.

Le clocher est détaché du corps de l'église, grande structure métallique composée de quatre fines arches d’acier comprenant chacune une cloche, et dont le plan en croix repose sur un socle en pierre des champs. Y sont suspendues quatre cloches en bronze, coulées par Jean Bolle à Orléans (France). Les cloches sont fixes et frappées par des marteaux. La plus lourde (800 kg, note fa) se nomme « Notre-Dame-des-Champs, protégez nos paroissiens » ; la deuxième (570 kg, note sol) se nomme « Christ-Rédempteur, sauvez-nous » ; la troisième (400 kg, note la) se nomme « Joseph. Allez à Joseph » ; la quatrième, et moins lourde, 254 kg, note do) se nomme « Pierre. Conduisez-nous au Christ ».

## Statues
Plusieurs statues ornent le bâtiment, une Vierge élancée tenant une corbeille de fleurs dans ses mains, ainsi qu'une Vierge à l'Enfant, œuvre de Rose-Anne Monna. Cette dernière est offerte lors du 20e anniversaire de la paroisse en 1977.
Le Christ en croix placé dans le chœur est sculpté par Médard Bourgault, de Saint-Jean-Port-Joli, créé en octobre 1964. Une urne en forme d'amphore, œuvre de Robert Champagne, est offerte en 1964.

## L'orgue
L'orgue de l'église comprend 17 jeux, 1 100 tuyaux, 2 claviers manuels et pédaliers. Il est fabriqué par le facteur Odilon Jacques et porte le numéro 298. L’inauguration officielle a lieu le 3 mars 1967. Un incendie occasionne de légers dommages et une restauration de l'orgue peu de temps après l'installation[réf. nécessaire]. Le style est baroque. Avant d'installer l'orgue principal, le bâtiment possédait un petit orgue électronique. 